# Elena Georgescu
Elena Georgescu (născută Nedelcu; n. 10 aprilie 1964, București, România) este o fostă canotoare română.

## Carieră
Fiind cârmaci este triplă laureată cu aur la Atlanta 1996, Sydney 2000 și Atena 2004. În plus a devenit de patru ori campioană mondială, în 1990, 1997, 1998 și 1999.

## Distincții
- Ordinul național „Pentru Merit” în grad de Comandor (10 octombrie 2000)[6]
- Ordinul Meritul Sportiv clasa I (16 septembrie 2004)[7]
- Ordinul Meritul Sportiv clasa a III-a cu 2 barete (27 august 2008)[8]